# مارگارت کمبل
مارگارت کمبل (انگلیسی: Margaret Campbell؛ ‏ تلفظ: ‎/ˈkæmbəl/‎؛ ‏ ۲۴ آوریل ۱۸۸۳ – ۲۷ ژوئن ۱۹۳۹) بازیگر اهل ایالات متحده آمریکا بود.
از فیلم‌هایی که وی در آن‌ها نقش داشته‌است، می‌توان به شلیک نکن اشاره نمود.